# المپیاد رایانش ایالات متحده آمریکا
المپیاد رایانش ایالات متحده آمریکا (انگلیسی: United States of America Computing Olympiad) یک رقابت برنامه‌نویسی برای دانش آموزان مقطع متوسطه در ایالات متحده آمریکا است.  USACO در طول سال تحصیلی شش رقابت در چهار سطح از نظر دشواری ارایه می‌دهد: برنز، نقره، طلا و پلاتین. شرکت کنندگان در USACO برنامه‌ها را به یکی از چهار زبان سی, سی پلاس‌پلاس، جاوا, پاسکال, و پایتون ارسال می‌کنند. شرکت کنندگان با عملکرد خوب در شاخه خود در سطوح المپیاد صعود می‌کنند. یک اردوی آموزشی تابستانی یک هفته ای برگزار می‌شود که در آن چهار دانش آموز از بین ۲۴ دانش آموز صعود کرده به مرحله نهایی برای نمایندگی کردن آمریکا در المپیاد جهانی کامپیوتر (IOI) برگزیده می‌شوند. همه مخارج توسط اردوی آموزشی پرداخت می‌شود. USACO را هم‌اکنون یکی از استادان دانشگاه کلمسون و گروهی از مربیان داوطلب اداره می‌کنند.